# هال اوزان
هال اوزان (انگلیسی: Hal Ozsan؛ زادهٔ ۲۶ اکتبر ۱۹۷۶) هنرپیشه و خواننده اهل انگلستان است. وی از سال ۲۰۰۰ میلادی تاکنون مشغول فعالیت بوده‌است.
از فیلم‌ها یا برنامه‌های تلویزیونی که وی در آن نقش داشته‌است می‌توان به کایل ایکس‌وای، کافئین اشاره کرد.